# Noah Abid
Noah Quinten Abid (Den Haag, 30 januari 2000) is een Nederlands-Tunesisch voormalig voetballer die als middenvelder speelde.

## Carrière
Noah Abid werd geboren in Den Haag, maar verhuisde naar België toen hij vijf jaar oud was. Hier speelde hij in de jeugd van Germinal Beerschot, tot hij in 2008 met zijn vader naar Engeland verhuisde. Hier speelde hij voor Stockport County FC en Manchester City FC. In 2013 verhuisde hij weer naar Nederland, waar hij in de jeugd van Vitesse speelde. Hij speelde één wedstrijd voor Jong Vitesse in de Derde divisie zondag: de met 3-3 gelijkgespeelde uitwedstrijd tegen Be Quick 1887 op 27 mei 2018. Jong Vitesse was toen al kampioen van de Derde divisie, waardoor het naar de Tweede divisie promoveerde. In 2018 vertrok Abid naar AFC Ajax, waar hij op 20 november 2018 met Jong Ajax in de Eerste divisie debuteerde in de met 4-3 verloren uitwedstrijd tegen Jong FC Utrecht. Hij kwam in de 64e minuut in het veld voor Jasper ter Heide. In juni 2019 werd hij geselecteerd voor het Tunesisch voetbalelftal. Hij zat op de bank in de oefenwedstrijd tegen Irak, maar debuteerde nog niet. In 2019 vertrok hij transfervrij naar Almere City FC, waar hij in het tweede elftal speelde. Nadat hij in 2020 bij Almere vertrok, sloot hij in februari 2021 bij het Tunesische CS Sfaxien aan. In april werd zijn contract ontbonden en voor het seizoen 2021/22 sloot hij aan bij VV DOVO. Na een paar weken in de voorbereiding verliet hij DOVO in juli vanwege privéomstandigheden en stopte met voetballen.

### Statistieken
| Seizoen                     | Club                | Land           | Competitie        | Competitie | Competitie | Overig | Overig | Totaal | Totaal |
| Seizoen                     | Club                | Land           | Competitie        | Wed.       | Dlp.       | Wed.   | Dlp.   | Wed.   | Dlp.   |
| --------------------------- | ------------------- | -------------- | ----------------- | ---------- | ---------- | ------ | ------ | ------ | ------ |
| 2017/18                     | Jong Vitesse        | Nederland      | Derde divisie zo. | 1          | 0          | –      | –      | 1      | 0      |
| 2018/19                     | Jong Ajax           | Nederland      | Eerste divisie    | 1          | 0          | –      | –      | 1      | 0      |
| 2019/20                     | Jong Almere City FC | Nederland      | Derde divisie za. | 12         | 3          | –      | –      | 12     | 3      |
| 2020/21                     | CS Sfaxien          | Tunesië        | Ligue 1 Pro       | 0          | 0          | 0      | 0      | 0      | 0      |
| Carrièretotaal              | Carrièretotaal      | Carrièretotaal | Carrièretotaal    | 14         | 3          | 0      | 0      | 14     | 3      |
| Bijgewerkt op 22 april 2020 |                     |                |                   |            |            |        |        |        |        |